# آب‌سنگ حلقوی کافو
اب‌سنگ حلقوی کافو (به لاتین: Kaafu Atoll) یک منطقهٔ مسکونی در مالدیو است که در مالدیو واقع شده‌است. اب‌سنگ حلقوی کافو ۱۲٬۱۶۶ نفر جمعیت دارد.